# HSL 4
HSL 4(네덜란드어: Hogesnelheidslijn 4)는 벨기에 브뤼셀과 네덜란드 국경을 잇는 고속 철도이다. 안트베르펀부터 네덜란드 국경까지 40km는 별도의 고속선이 설치되어 있고, 브뤼셀과 안트베르펀 사이 47km는 기존선을 개량해서 사용하고 있다. 탈리스, 인터시티, NS 하이스피드 열차가 사용하고 있다. 네덜란드 구간 HSL 자위트와 함께 스히폴-안트베르펀 고속선을 이룬다.

## 노선
브뤼셀-안트베르펀 간 노선은 기존 25호선을 개량하여 시속 160km까지 낼 수 있다. 원래 이 구간에도 고속선을 설치하려고 했으나, 철도 노선을 따라 시가지가 높은 밀도로 개발되었기 때문에 노선을 개량해서 사용한다. 안트베르펀 중앙역으로 진입하기 직전 터널로 진입하여 지하로 들어간다. 안트베르펀 중앙역의 지상 2층과 지하 1층은 기존선 열차의 종착역이며, 지하 2층은 고속선 열차의 중간역으로 설계되어 있다.
안트베르펀 중앙역 지하 터널을 빠져나온 후 고속선으로 진입한다. 이후 이 노선은 유럽 도로 E19/벨기에 도로 A12 근처를 지나서 네덜란드 HSL 자위트와 직결된다. 고속선 상의 역은 브레흐트 지역에 지어진 노르드켐펜 역 뿐으로, 2009년 6월 15일부터 안트베르펀 중앙역과 연결되는 열차가 운행하였다.

## 같이 보기
- 벨기에의 고속 철도
- 스히폴-안트베르펀 고속선